# Церковь Владимирской иконы Божией Матери на Божедомке
Церковь Владимирской иконы Божией Матери на Божедо́мке — православный храм Ярославской епархии Русской православной церкви, расположенный в Ярославле. Один из последних в истории русского зодчества трёхшатровых храмов, единственный допетровский шатровый храм в городе.
В 1992—2017 годах находился в ведении неканонической Российской православной автономной церкви и относился к Суздальской епархии РПАЦ.

## Божедомка
Первое свидетельство существования деревянного храма на подъезде к Ярославлю по дороге из Углича — хранившийся в нём напрестольный крест с серебряной чеканкой и вкладной надписью: «Лета 1601-го в 1-й день состроил сей животворящий [крест] на престол Владимирской Богородицы в Ярославле поволгском, на убогий дом, мирским подаянием».
Церковь называлась «на убогом доме», «на божедомке» или «на семике». Божедомка — это общая могила для захоронения бродяг и утопленников, окружённая забором, с дощатой крышей. Тела умерших не хоронили, а складывали друг на друга до весны, причём отпевали раз в году, на 7-й день после Пасхи, откуда и название — Семик. По словам ярославского историка Петра Критского, семик «считался нечистым и страшным местом, и в обычное время его обходили далеко стороной»:

Русские в древности запрещали погребать мертвые тела, веря, что погребение их навлекает общественные бедствия — главным образом несвоевременные холода. Поэтому такие тела удаляли на поле подальше от жилья, где и оставляли на поверхности земли, лишь оградив тыном из кольев. Это языческое поверье и связанный с ним обычай и выродились под влиянием духовенства к XVII веку в семик и убогие дома.
В 1771 году сенатский указ в санитарных целях запретил убогие дома и повелел мёртвых хоронить за пределами городов. В связи с этим в Ярославле остались только три кладбища — при церквях на Туговой горе, на Божедомке и в Тверицах. После принятия генерального плана (1778) Владимирская кладбищенская церковь оказалась внутри планируемого жилого квартала. Наместник Алексей Мельгунов в 1779 году распорядился основать новое кладбище за городской чертой, на Всполье, также у края Угличской дороги, где оно существует и по сей день.

## Архитектурные особенности
Средства на строительство существующей церкви дал «государев гость» Семён Астафьев Лузин. Совершенно нетипичный для Ярославля бесстолпный храм трапезного типа, завершённый поставленными в ряд тремя глухими малыми шатрами наподобие горящих свечей, строился в 1670—1678 годах.
Как свойственно церквям такого типа, основной объём заметно вытянут по оси север — юг, что позволяет зрительно выделить западный и восточный фасады, заодно увеличив пространство для богослужения внутри храма. Алтарь прямоугольный, притвор устроен с западной стороны, над ним — невысокая шатровая колокольня. Декоративная отделка церкви крайне скудная, что соответствует статусу кладбищенского храма для бедноты. Фресковые росписи 1691 года не раз поновлялись, в настоящее время находятся под побелкой.
Шатровое решение храма противоречило запрету патриарха Никона на строительство подобных «неканонических» церквей. Тем не менее, по любопытному совпадению, в один год с Владимирской был освящён трёхшатровый же храм в Александровой Чудовой пустыни под Рыбинском (его шатры обрушились в 2007 году). Эти два памятника — последние трёхшатровые храмы в допетровском зодчестве.

## Церковь в XIX—XX веках
В XIX веке мрачное прошлое Божедомки было забыто, церковь из кладбищенской превратилась в приходскую. К югу от холодного Владимирского храма в 1821 году на средства прихожан была возведена тёплая церковь в честь Покрова Пресвятой Богородицы. Этот однокупольный храм был характерным памятником эпохи классицизма, с высокой трёхъярусной колокольней, увенчанной изящным шпилем.
В 1880 году за чертой города, на трактовой Угличской дороге, была построена каменная часовня, приписанная к Владимирскому приходу.
Приход рос быстрыми темпами. В начале XX века прихожан было более 720 человек. Из них 420 — горожане, остальные — жители деревень Осташинской и Фрольцево.
18 июля 1918 года во время подавления Ярославского восстания красноармейцы ворвались в церковь и расстреляли священника Геннадия Здоровцева. В 2000 году он был причислен к лику святых новомучеников.
В 1929 году церкви Владимирского прихода были закрыты советскими властями. Покровская церковь до неузнаваемости перестроена, снесены купол и колокольня, надстроен второй этаж. Здание используется под офисы. Во Владимирской церкви в советское время был устроен заводской склад, в котором хранились различные химические вещества, что негативно сказалось на сохранности памятника архитектуры.

## Храм в ведении РПЦЗ и РПАЦ
В начале 1992 года бывший священник Русской православной церкви Николай Кобычев, перешедший в РПЦЗ, возглавил новообразованную общину в Ярославле, которая вошла в Суздальскую епархию РПЦЗ.
28 июля 1992 года местные власти передали данной общине храм во имя Владимирской иконы Божией Матери на Божедомке. 9 сентября того же года департаментом культуры Администрации Ярославской области было заключено охранное обязательство на здание храма с приходом Владимирской иконы Божией Матери на Божедомке.
В дальнейшем Николай Кобычев неизменно сохранял верность Валентину (Русанцову), и вместе с ним отошёл от РПЦЗ в 1994—1995 годах, став клириком неканонической Российской православной свободной церкви, которая затем была перерегистрирована в Российскую православную автономную церковь.

10 июня 1999 года храм был передан по договору безвозмездного пользования приходу Владимирской иконы Божией Матери на Божедомке Суздальской епархии Российской православной автономной церкви. 
20 июля 2016 года Николай Кобычев скончался. В августе 2016 года территориальное управление Росимущества прекратило договор безвозмездного пользования. В арбитражном суде было установлено, что храм Владимирской иконы Божьей Матери на Божедомке является собственностью Российской Федерации. 21 ноября 2016 года арбитражный суд Ярославской области удовлетворил иск Росимущества и обязал приход Владимирской иконы Божией Матери на Божедомке РПАЦ освободить здание храма. При этом суд отклонил доводы ответчика, который ссылался на охранный договор как на основание для пользования зданием. В решении суда отмечается, что охранный договор имеет основной целью сохранение объекта как памятника, а не его использование по назначению. 11 мая 2017 года приставы вручили исполнительный лист с требованием освободить помещение. В связи с этим начальник УФССП по Ярославской области Александр Юдин на своей странице в Фейсбуке написал: «Храм принадлежит территориальному управлению Федерального агентства по управлению государственным имуществом в Ярославской области, а местная религиозная организация во главе с руководителем, который лишен сана, захватили здание и добровольно не желают освобождать его. По решению суда организация должна выселиться из помещений, принадлежащих Росимуществу». Двери храма были опечатаны, его имущество описано и передано на хранение в епархию. В июне Леонид Ковенков, скрывавшийся от судебных приставов, сорвал пломбы с дверей и вновь заехал в храм. Так как за зданием следили представители епархии, они заметили это и сообщили в полицию и судебным приставам.

## Современность
Летом 2017 года Федеральное агентство по управлению государственным имуществом передало на законном основании Владимирский храм в собственность Русской православной церкви. Указом Пантелеимона, митрополита Ярославского и Ростовского, от 2 августа 2017 года настоятелем новообразованной общины храма Владимирской иконы Божией Матери назначен штатный клирик Крестобогородского храма Ярославля священник Алексий Морозов.
5 января 2018 года митрополит Ярославский и Ростовский Пантелеимон (Долганов) совершил малое освещение храма.